# Tư bản cho vay

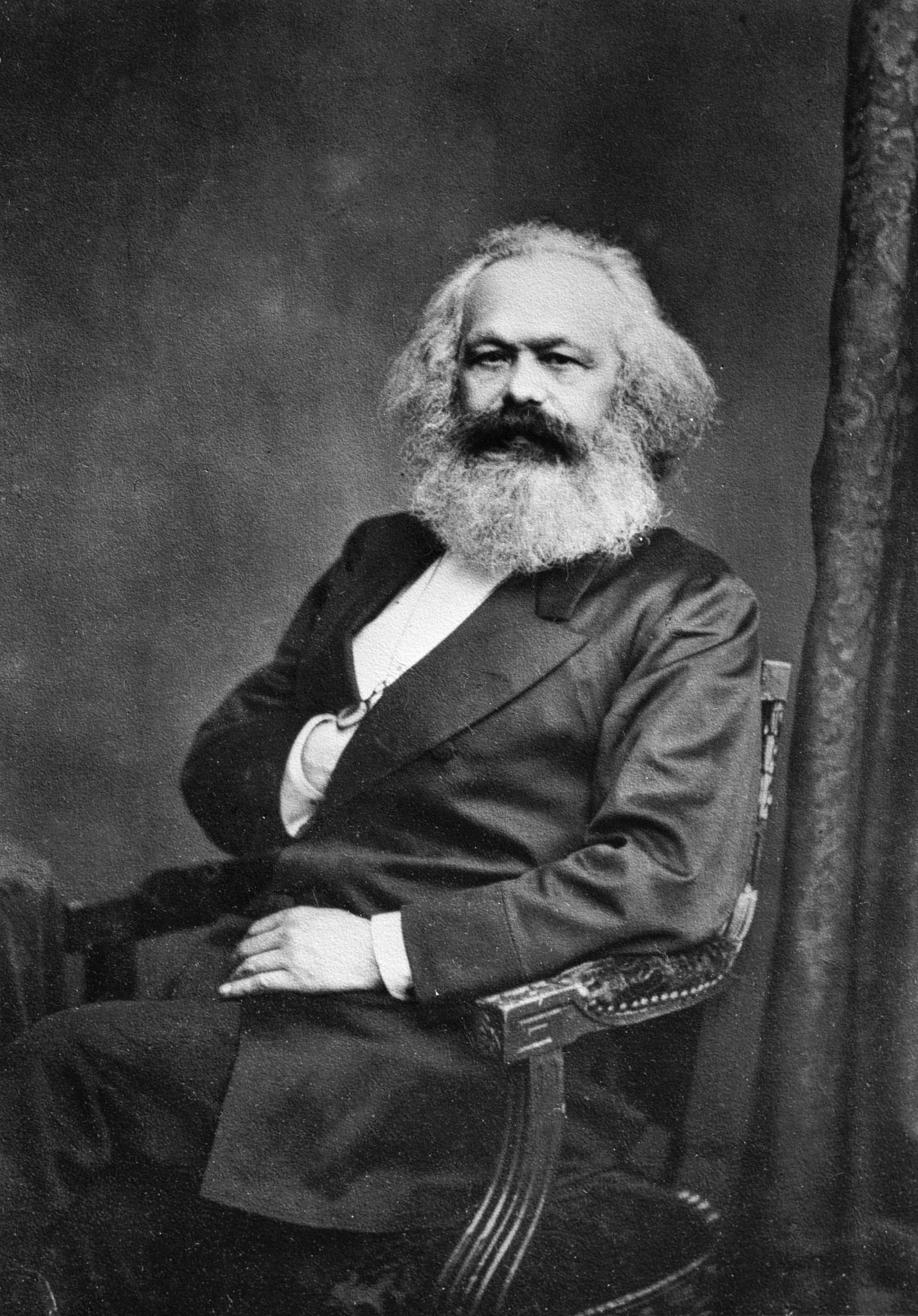
Mác

Tư bản cho vay là một khái niệm của kinh tế chính trị Marx-Lenin và là tư bản tiền tệ tạm thời nhàn rỗi mà người chủ của nó cho nhà tư bản khác sử dụng trong thời gian nhất định để nhận được số tiền lời nào đó (gọi là lợi tức). Tư bản cho vay là một hình thức tư bản xuất hiện từ trước chủ nghĩa tư bản. Điều kiện tồn tại của tư bản cho vay là sản phẩm trở thành hàng hóa và tiền tệ đã phát triển các chức năng của mình. Trước chủ nghĩa tư bản, hình thức đặc trưng của tư bản cho vay là tư bản cho vay nặng lãi (cho vay với lãi suất cắt cổ, lãi mẹ đẻ lãi con)

## Đặc điểm
Tư bản cho vay có đặc điểm:
- Quyền sở hữu tách rời quyền sử dụng tư bản. Đối với người cho vay nó là tư bản sở hữu, đối với người đi vay nó là tư bản sử dụng.
- Tư bản cho vay là một hàng hóa đặc biệt, vì khi cho vay người bán không mất quyền sở hữu, còn người mua chỉ được mua quyền sử dụng trong thời gian nhất định. Và khi sử dụng thì giá trị của nó không mất đi mà còn tăng lên giá cả của nó không do giá trị mà do giá trị sử dụng của tư bản cho vay, do khả năng tạo ra lợi tức của nó quyết định. Lợi tức chính là giá cả của hàng hóa tư bản cho vay.
- Tư bản cho vay là tư bản được "sùng bái" nhất. Do vận động theo công thức T - T' nên nó gây ấn tượng hình thức tiền có thể đẻ ra tiền.
- Sự hình thành tư bản cho vay là kết quả của sự phát triển quan hệ hàng hóa - tiền tệ đến một trình độ nhất định làm xuất hiện một quan hệ là: có nơi tiền tệ tạm thời nhàn rỗi, có nơi lại thiếu tiền để hoạt động.
- Tư bản cho vay ra đời góp phần vào việc tích tụ, tập trung tư bản, mở rộng sản xuất, cải tiến kỹ thuật, đẩy nhanh tốc độ chu chuyển của tư bản. Do đó nó góp phần làm tăng thêm tổng giá trị thặng dư trong xã hội.